# 9716 Severina
A 9716 Severina (ideiglenes jelöléssel 1975 UE) a Naprendszer kisbolygóövében található aszteroida. Paul Wild fedezte fel 1975. október 27-én.